# 見逃せない瞬間MAX
『見逃せない瞬間MAX』（みのがせないしゅんかんマックス）は、フジテレビ系列にて2015年から不定期放送されていたバラエティ番組及び特別番組。

## 概要
瞬きができないほど目を覆いたくなるような衝撃映像から思わず笑える映像まで、日本国内から世界中まで集めた絶対に“見逃せない瞬間”を次々と紹介していく映像バラエティ番組である。また、それぞれの衝撃映像を「ジャンル」ごとではなく「見せ方」でカテゴライズする。
司会やゲストも含めて出演者が存在せず、ナレーターによる司会・進行で番組が進行する。

## 放送日時
| 回数   | 放送日                  | 放送時間（JST） | 放送タイトル                                                               | 備考 |
| ------ | ----------------------- | --------------- | -------------------------------------------------------------------------- | --- |
| 第1回  | 2015年3月27日（金曜日） | 19:00 - 19:57   | 見逃せない瞬間BEST50                                                       | |
| 第2回  | 2015年6月12日（金曜日） | 19:00 - 20:54   | まばたき禁止!!!!見逃せない瞬間MAX                                          | |
| 第3回  | 2015年9月19日（土曜日） | 19:00 - 20:54   | 見逃せない瞬間メガMAX                                                      | |
| 第4回  | 2016年3月1日（火曜日）  | 19:00 - 20:54   | 見逃せない瞬間ハイパーMAX                                                  | |
| 第5回  | 2016年5月31日（火曜日） | 19:00 - 20:54   | 見逃せない瞬間ハイパーMAX                                                  | |
| 第6回  | 2016年8月14日（日曜日） | 19:00 - 20:54   | 見逃せない瞬間ウルトラMAX                                                  | 『日曜ファミリア』枠 |
| 第7回  | 2016年10月7日（金曜日） | 19:00 - 20:54   | 見逃せない瞬間ウルトラMAX                                                  | |
| 第8回  | 2017年7月12日（水曜日） | 19:00 - 20:54   | 見逃せない瞬間ハイパーMAX                                                  | |
| 第9回  | 2017年10月7日（土曜日） | 19:00 - 20:54   | 見逃せない瞬間ハイパーMAX                                                  | |
| 第10回 | 2018年1月11日（木曜日） | 22:00 - 23:34   | 衝撃映像冬の祭典 見逃せない瞬間ウルトラMAX                                 | |
| 第11回 | 2018年7月28日（土曜日） | 19:00 - 21:00   | 見逃せない瞬間ハイパーMAX                                                  | 一部地域のみ20:54で飛び降り。 |
| 第12回 | 2019年1月20日（日曜日） | 20:00 - 21:54   | 超見逃せない瞬間ハイパーMAX 世界の奇祭&ミラクル&スゴ技&ドッキリ大集合SP    | 一部地域のみ21:48で飛び降り。 |
| 第13回 | 2019年7月9日（火曜日）  | 21:00 - 22:48   | 超見逃せない瞬間ハイパーMAX 〜ドッキリ&実験&珍競技! 初夏の衝撃映像53連発〜 | 通常、この時間帯はカンテレ制作の番組枠だが、当番組はフジテレビが制作となっているため、カンテレが送出とスポンサーセールスを担当。 |

## スタッフ
第10回（2018年1月11日放送分）
- 編成企画：狩野雄太（フジテレビ）
- 作家：鈴木功治、木村圭太、須藤陽平
- 編集：多田涼
- MA：渡邊優久
- CG：稲葉秀樹
- ペイント：菊地大介
- 音響効果：星裕介
- 技術協力：IMAGICA、4-Legs、ぴーたん、グレートインターナショナル
- リサーチ：鈴木さくら
- 制作協力：FCC、HiHo-TV
- 広報：瀬田裕幸（フジテレビ）
- 営業：鈴木聖来（フジテレビ）
- TK：小柳成子
- AP：具志堅彩香、八木田夏実
- AD：長島明裕、信澤夢乃
- ディレクター：田中宏明、岩下英生、広田剛己
- プロデューサー：中村倫久（HiHo-TV）
- チーフプロデューサー：神原孝（FCC）
- 制作著作：フジテレビ

## スピンオフ番組
2018年3月18日（日曜日）18:00 - 18:30にはスピンオフ番組として『見逃せない子供の疑問』が放送された。